# کای برونکر
کای برونکر (انگلیسی: Kai Brünker؛ زادهٔ ۱۰ ژوئن ۱۹۹۴) بازیکن فوتبال اهل آلمان است.
از باشگاه‌هایی که در آن بازی کرده‌است می‌توان به باشگاه فوتبال فرایبورگ اشاره کرد.